# خواجه علی و خواجه ابراهیم
خواجه علی و خواجه ابراهیم مربوط به دوره صفوی است و در شهرستان ورامین، بخش جوادآباد، دهستان بهنام عرب جنوبی، روستای قلعه خواجه واقع شده و این اثر در تاریخ ۲۳ بهمن ۱۳۸۵ با شمارهٔ ثبت ۱۷۳۵۳ به‌عنوان یکی از آثار ملی ایران به ثبت رسیده‌است.